# آدولف تندلر
آدولف تَندلِر (به انگلیسی: Adolf Tandler) آهنگساز و رهبر ارکستر زادهٔ اتریش اهل آمریکا بود.
او از سال ۱۹۰۹ تا ۱۹۲۰ رهبر ارکستر سمفونی لس آنجلس بود (پیش از انحلالش و تأسیس فیلارمونیک لس آنجلس) و پس از کناره‌گیری از آن ارکستر در همان شهر اقامت گزید. موسیقی متن فیلم‌هایی همچون صورت‌زخمی و ملکه کلی از ساخته‌های تَندلِر هستند.
در ۳۰ سپتامبر ۱۹۵۳ تندلر با استفاده از گاز اگزوز خودروی پارک شده در پارکینگ به‌همراه دخترش خودکشی کرد.دختر تندلر هِدویگ نام داشت که از نوجوانی به آرتریت مبتلا بود و در زمان مرگ ۵۰ ساله بود.